# Suaeda nigra
Suaeda nigra,  a menudo todavía referida con el nombre anterior de Suaeda moquinii,  es una especie de planta con flores de la familia del amaranto, (Amaranthaceae) conocida en México con el nombre vernáculo de romerito.

## Taxonomía
Suaeda nigra fue descrita formalmente por primera vez como una nueva especie por Constantine Samuel Rafinesque en 1832. Su holotipo fue recolectado por Edwin James a lo largo del río Canadian en el Panhandle de Texas en 1820. En 1827, John Torrey tentativamente identificó erróneamente este espécimen como "Chenopodium maritimum L.", pero 1856 Torrey finalmente describió el taxón como Chenopodina moquini . En 1889 , Edward Lee Greene lo movió al género Suaeda (continuó usando el epíteto moquini ). Aven Nelson corrigió el nombre a moquinii en 1909. La especie a menudo se señalaba con el nombre de Suaeda moquinii hasta el siglo XXI.
Rafinesque había nombrado al espécimen de Texas Chenopodium nigrum sobre la base de la descripción resumida de Torrey de 1827. En 1918 James Francis Macbride lo movió al género Suaeda, pero en 1977 C. O. Hopkins y W. H. Blackwell argumentaron que este nombre era un nomen nudum y superfluo (no basado en un holotipo real). H. J. Schenk y W. R. Ferren Jr. argumentaron en 2001 que Rafinesque se había referido claramente a la descripción de Torrey del espécimen y que, por lo tanto, se le proporcionó tanto una descripción taxonómica formal como un tipo.

## Descripción
Suaeda nigra es genéticamente diversa y bastante variable en apariencia. Es un arbusto o subarbusto que crece a partir de una base leñosa con muchas ramas extendidas, alcanzando hasta 1,5 metros (4,9 pies) de altura. Puede ser anual facultativa cuando crece en humedales inundados estacionalmente. Pubescente o glabra, generalmente cerosa. Va del color verde a rojo o morado oscuro, a veces casi negro. Las hojas suculentas son lineales a lanceoladas, de 1 a 3 centímetros de largo y planas o cilíndricas. Las flores ocurren en racimos a lo largo de los tallos superiores, cada racimo contiene de 1-12 flores. Brácteas en forma de hojas acompañan a los racimos. La flor no tiene pétalos y está compuesta por un cáliz de sépalos carnosos y redondeados. El fruto es un utrículo que crece dentro del cáliz.

## Distribución
S. nigra es originaria de gran parte del oeste de América del Norte, desde el centro de Canadá hasta el oeste de Estados Unidos, la Gran Cuenca, el desierto de Mojave en California y el norte de México.

## Ecología
Crece en muchos tipos de hábitats con sustratos salinos y alcalinos, como planicies desérticas, lagos secos (localmente llamados 'playas') y sitios en los que el agua del subsuelo alcanza la superficie estacionalmente.
Es principalmente una especie de tierra adentro, pero ocasionalmente se ve en áreas costeras, como estuarios.